# Kitty Ussher
Kitty Ussher właściwie Katharine Anne Ussher (ur. 18 marca 1971 w Aylesbury) – brytyjska polityczka Partii Pracy, deputowana Izby Gmin.

## Działalność polityczna
W okresie od 5 maja 2005 do 12 kwietnia 2010 reprezentowała okręg wyborczy Burnley w brytyjskiej Izbie Gmin.